# Premios Edison
Los Edison Music Awards (habitualmente abreviado Edison) es un premio musical neerlandés de gran prestigio, creado en 1960 . La distinción se otorga a “productos sonoros de calidad excepcional” . Es el equivalente neerlandés del Premio Grammy americano, creado sólo un año antes.
Los organizadores, la comisión CCGC, quieren premiar a «artistas que lanzaron la mejor interpretación del año en su género, según el aviso de los jurados». El escritor Dimitri Frenkel Frank sugirió el nombre Edison y la organización de una Grand Gala du Disque, una gala prestigiosa a la que los premios se confieren en la presencia de la élite musical y cultural del país. El estreno tuvo lugar el 22 de octubre de 1960 en el Concertgebouw de Ámsterdam, durante una fiesta musical de siete horas con unas cincuenta representaciones de las que cinco obtuvieron un Edison.
Hay tres categorías: pop, clásica y jazz . En ocasiones, se otorga un premio por el conjunto de la obra de un artista, como en el 2006 para el cantautor Ramses Shaffy y la cantautora de jazz Rita Reys.
El nombre proviene de Thomas Alva Edison, el inventor del gramófono. El premio consta de una pequeña estatua del escultor Pieter D'Hondt.

## Ganadores
- Anastacia
- Corry Brokken (1963, 1995)
- Janine Jansen
- David Bowie
- Kate Bush
- Alicia de Larrocha
- Robert Long
- Elisabeth Schwarzkopf
- Ramses Shaffy
- Conny Vandenbos
- Anne Sofie von Otter
- Zangeras Zonder Naam